# Kim Christensen
Kim Christensen  (ur. 16 lipca 1979 w Hvidovre) – duński piłkarz występujący na pozycji bramkarza. Jednokrotny reprezentant kraju.

## Kariera klubowa
Christensen seniorską karierę rozpoczynał w 1997 roku w klubie Rosenhøj BK. Spędził tam 5 lat. W 2002 roku odszedł do Hvidovre IF, a rok później przeniósł się do Nykøbing Falster Alliancen. W 2004 roku trafił do zespołu FC Nordsjælland z Superligaen. W tych rozgrywkach zadebiutował 25 lipca 2004 roku w zremisowanym 2:2 pojedynku z Aarhus GF. W barwach Nordsjælland rozegrał 117 ligowych spotkań.
W 2008 roku Christensen odszedł do szwedzkiego klubu IFK Göteborg. W Allsvenskan pierwszy mecz zaliczył 31 marca 2008 roku przeciwko Malmö FF (1:1). W tym samym roku zdobył z klubem Superpuchar Szwecji oraz puchar kraju. Łącznie w barwach tego zespołu rozegrał 74 spotkania w lidze szwedzkiej.
Latem 2010 roku Christensen wrócił do Danii, gdzie został graczem FC København z Superligaen. Zdobył z tym klubem cztery mistrzostwa Danii oraz cztery puchary kraju. W 2018 roku zakończył karierę.

## Kariera reprezentacyjna
Christensen rozegrał jeden oficjalny mecz w reprezentacji Danii – wystąpił 27 maja 2010 roku w wygranym 2:0 towarzyskim spotkaniu z Senegalem.

## Kariera trenerska
W latach 2016–2018 Christensen był trenerem bramkarzy w drużynach młodzieżowych FC København. W 2018 roku objął tę funkcję w pierwszym zespole tego klubu. W sierpniu 2021 roku został tymczasowym trenerem bramkarzy w reprezentacji Danii w związku z chorobą Larsa Høgha. W marcu 2022 roku definitywnie objął tę funkcję.

## Sukcesy

### Klubowe
IFK Göteborg
- Zdobywca Superpucharu Szwecji: 2008
- Zdobywca Pucharu Szwecji: 2008

FC København
- Mistrz Danii: 2010/2011, 2012/2013, 2015/2016 i 2016/2017
- Zdobywca Pucharu Danii: 2011/12, 2014/15, 2015/16 i 2016/17